# سيلفان ديستان

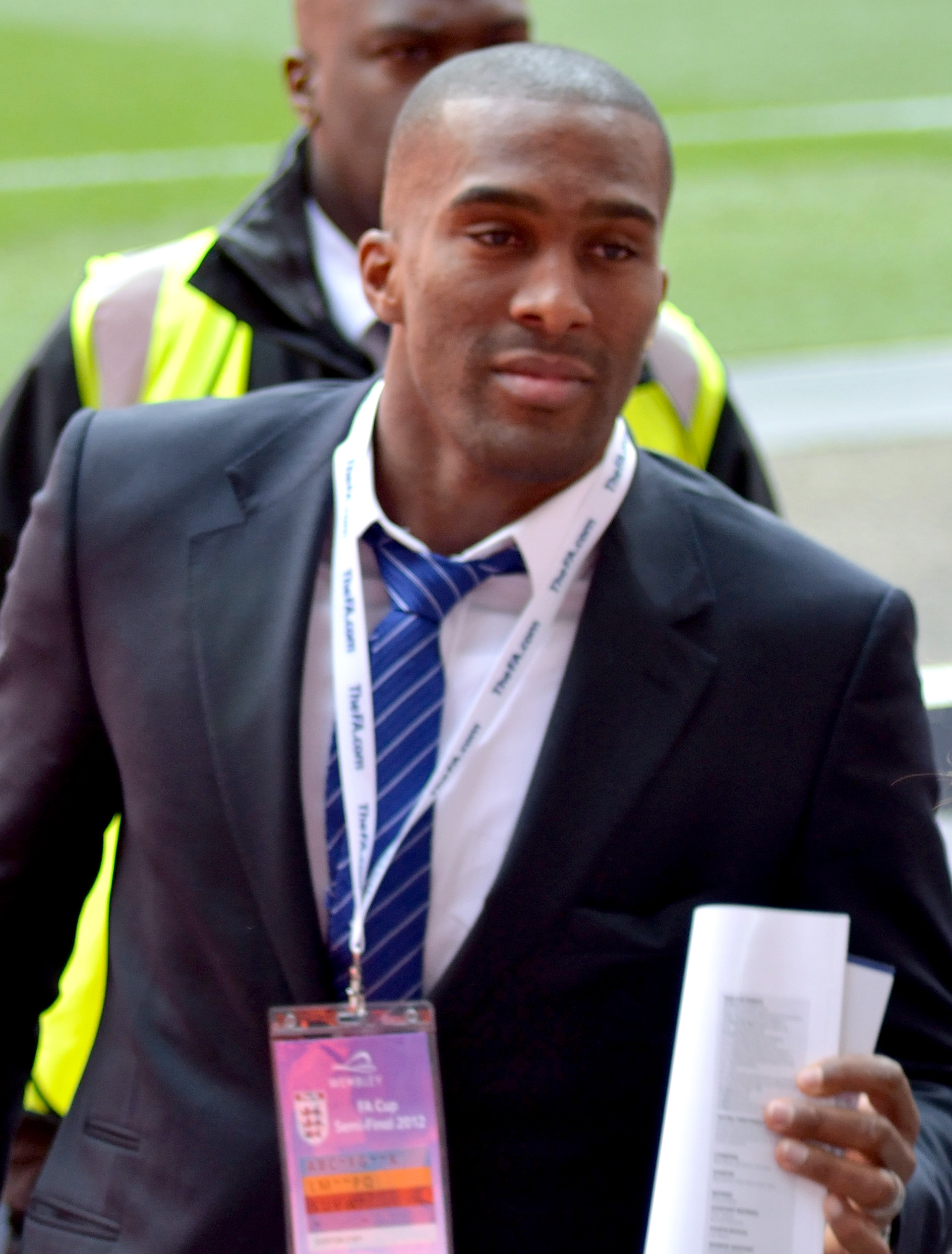

سيلفان ديستان (بالفرنسية: Sylvain Distin)‏ (مواليد 16 ديسمبر 1977 في باغنوليت - فرنسا) لاعب كرة قدم فرنسي يلعب حاليا لصالح نادي الدرجة الممتازة إيفرتون الإنجليزي منذ 2009 في مركز الظهير الأيسر كما يجيد اللعب في مركز قلب الدفاع .

## روابط خارجية
- سيلفان ديستان على موقع الاتحاد الأوربي (الإنجليزية)
- سيلفان ديستان على موقع قاعدة بيانات كرة القدم.إي يو (الإنجليزية)
- سيلفان ديستان على موقع ليكيب (الفرنسية)
- سيلفان ديستان على موقع Soccerbase.com (لاعب) (الإنجليزية)
- سيلفان ديستان على موقع Soccerway.com (الإنجليزية)
- سيلفان ديستان على موقع عالم كرة القدم.نت (الإنجليزية)
- سيلفان ديستان على موقع كووورة
- سيلفان ديستان على موقع AS.com (الإسبانية)